# Laurent-Benoît Desplaces
Pour les articles homonymes, voir Desplaces.
Laurent-Benoît Desplaces, né à Rouen au XVIIIe siècle est un agronome et historien français.
Desplaces commença, sous le règne de Louis XV, à servir honorablement son pays dans l’armée, avec le grade de lieutenant d’infanterie. Retiré du service, il se fit agronome et naturaliste de théorie et de pratique, puis écrivit sur ces matières les ouvrages où il s’élève contre les agriculteurs en chambre, dont les nouvelles méthodes et les nouveaux instruments aratoires n’avaient encore rien produit d’utile à la culture.

## Publications
- Préservatif contre l’Agromanie, ou l’Agriculture réduite à ses vrais principes, Paris : chez Jean-Thomas Hérissant, 1762, in-12, 197 p.
- Histoire de l'agriculture ancienne, extraite de l'Histoire naturelle de Pline, avec des éclaircissements et des remarques, livre XVIII, Paris : Desprez, 1785
- Essai critique sur l'histoire des ordres royaux hospitaliers et militaires de Saint-Lazare de Jérusalem et de N.-D. du Mont-Carmel, Liège, 1775, in-12

## Source
- Théodore-Éloi Lebreton, Biographie rouennaise, Rouen, Le Brument, 1865, p. 107.